# Заброд (Золочевский район)
Заброд (укр. Забрід) — село в Бусской городской общине Золочевского района Львовской области Украины.
Население по переписи 2001 года составляло 85 человек. Занимает площадь 0,31 км². Почтовый индекс — 80510. Телефонный код — 3264.